# Belflou
Belflou település Franciaországban, Aude megyében. Lakosainak száma 111 fő (2022. január 1.). Belflou Baraigne, Cumiès, Gourvieille, Molleville, Saint-Michel-de-Lanès és Salles-sur-l’Hers községekkel határos.

## Népesség
A település népességének változása:
| Lakosok száma | 123  | 84   | 85   | 100  | 121  | 124  | 121  | 118  | 114  | 111  |
|               | 1968 | 1982 | 1990 | 2006 | 2013 | 2015 | 2017 | 2019 | 2020 | 2022 |